# Суховчицы (Минская область)
Суховчицы — деревня в Блевчицком сельсовете Копыльского района Минской области Республики Беларусь.

## Расположение
Деревня расположена на берегу реки Морочь у границы Копыльского района со Слуцким. Ближайшие населённые пункты: Новинки, Перевоз, а также деревня Слуцкого района — Кожушки.